# Bandundu (stad)
Bandundu is een havenstad van de Democratische Republiek Congo en is gelegen aan de rivieren Kwilu en Kasaï. De stad ligt in de provincie Kwilu en is hiervan de hoofdstad. Ze telde in 2004 naar schatting 117.000 inwoners.
De stad is gebouwd aan de oever van de Kwilu in een bossavanne. Bandundu heette gedurende het Belgische koloniale tijdperk Banningville of Banningstad (naar de diplomaat Émile Banning) en is de jongste stad van de provinciesteden. Ze kreeg dit in 1971 van Kikwit.
Toen Congo in 1960 onafhankelijk werd van België, was Bandundu slechts een groot vissersdorp dat niet meer dan 15 000 inwoners telde. Ook vandaag is de enige activiteit in de stad gericht op de haven. Ofwel komen de schepen van Kikwit ofwel zijn ze onderweg naar Kinshasa. Bandundu is de grootste regionale stad wat betreft verhandelen van palmolie, maniok, vissen, ...
De nationale voertaal is het Lingala.
Bandundu ligt op 432 km van Kikwit, op 200 km van Kenge en op 400 km van Kinshasa.